# Loca-pass
En France, le loca-pass est un système d’aide à la location.

## Fonctionnement
L'aide loca-pass est constitué de deux services :
- La garantie loca-pass qui est un système de cautionnement pour la location de logements. L'organisme s'engage alors à régler au bailleur le loyer et autres charges locatives en cas de difficultés financières pendant trois ans. En contrepartie, la personne bénéficiant de cette aide s'engage à rembourser les sommes avancées.
- L'avance loca-pass qui permet de financer, par un prêt à 0 % et sans assurance, le dépôt de garantie exigé par le bailleur[1]. Le prêt doit alors être remboursé dans un délai maximum de vingt cinq mois après un différé de trois mois.

Cette aide est financée par la participation des employeurs à l'effort de construction (PEEC) instituée en 1953. Les aides loca-pass peuvent être obtenues en s'adressant directement à un des comités interprofessionnels du logement (CIL, organisme collecteur de la PEEC).

## Problèmes avec la garantie loca-pass
Il arrive que les agences refusent de louer un logement avec une garantie loca-pass au motif qu'elle ne couvre que dix-huit mois sur les trente-six (au moins) d'un bail et que l'accord de l'organisme est donnée après la signature de celui-ci[réf. nécessaire].
L'aide loca-pass est destinée à rassurer les bailleurs. Dans la pratique, beaucoup d'entre eux continuent à préférer des locataires munis d'une caution parentale[réf. nécessaire].
Le demandeur qui se voit refuser l'aide peut faire appel auprès du Conseil d'administration du CIL ou du bureau de la CCI[réf. nécessaire].